# Нізамі Садигов
Нізамі Садигов (азерб. Nazim Sadıqov; нар. 15 листопада 1967) — радянський та азейрбайджанський футболіст, воротар. Більшу частину кар'єри провів у «Турані» (Товузу), був капітаном команди. За свою кар'єру відзначився 21 голом.

## Життєпис
Садигов розпочинав кар'єру в «Маріуполі» (на той час — «Новатор»), у сезоні 1987 року провів чотири матчі. У 1990 році перейшов у «Туран» (на той час — «Огуз»), в якому й провів всю подальшу кар'єру, за винятком сезону 1997/98 років, коли захищав ворота «Кяпаза». У сезоні 1993/94 років разом з «Тураном» став чемпіоном Азербайджану. У тому сезоні 10 квітня 1994 року «Туран» здобув перемогу з рахунком 2:1 над конкурентом «Нефтчі» (Баку), футболісти суперника критикували арбітраж матчу й після того, як «Туран» зрівняв рахунок, хотіли навіть піти з поля. Садигов заперечував звинувачення опонентів, заявивши, що в тому сезоні його команда заслужила чемпіонство. У наступному сезоні Садигов разом зі своєю командою дебютував у Кубку УЄФА. Він провів обидва матчі проти турецького «Фенербахче», «Туран» програв із загальним рахунком 0:7. Садигов виступав за «Туран» до сезону 2003/04 років включно.
Садигов провів три матчі за збірну Азербайджану. Дебютував 16 серпня 1995 року в матчі відбору на чемпіонат Європи 1996 проти Словаччини, його команда програла з мінімальним рахунком. 6 вересня став учасником найбільшої поразки в історії збірної Азербайджану, вийшов на поле на 36-ій хвилині матчу з Францією і пропустив сім м'ячів, загальний рахунок матчу — 0:10.
По ходу кар'єри Садигов вирізнявся забитими м'ячами, в тому числі як польовий гравець. За роки свого президентства забив 21 м'яч, 12 з яких — з пенальті, вийшовши в 20-ку найрезультативніших воротарів в історії. Також Садигов є рекордсменом Азербайджану по найдовшій серії без пропущених м'ячів — 1106 хвилин.
Після закінчення кар'єри гравця зайнявся тренерською діяльністю. Декілька разів очолював «Туран», працював тренером воротарів у «Карабасі» і «Сімурзі».
Син Нізамі Садигова, Ількін, також став футболістом.

## Статистика виступів

### У збірній
| Дата      | Місто   | Господарі   | Результат | Гості       | Турнір            | Голи | Примітки |
| --------- | ------- | ----------- | --------- | ----------- | ----------------- | ---- | -------- |
| 16-8-1995 | Трабзон | Азербайджан | 0 – 1     | Словаччина  | Відбір до ЧЄ 1996 | -    |          |
| 6-9-1995  | Осер    | Франція     | 10 – 0    | Азербайджан | Відбір до ЧЄ 1996 | -    |          |
| 24-4-1998 | Баку    | Азербайджан | 2 – 1     | Узбекистан  | товариський матч  | -    |          |
| Усього    |         | Матчів      | 3         |             | Голів             | 0    |          |